# U-Carmen eKhayelitsha
U-Carmen eKhayelitsha is een Zuid-Afrikaanse muziekfilm uit 2005 onder regie van Mark Dornford-May. Het scenario is gebaseerd op de opera Carmen van de Franse componist Georges Bizet. De film won de Gouden Beer op het filmfestival van Berlijn.

## Verhaal
Jongikhaya is een soldaat die verliefd wordt op Carmen uit Khayelitsha. Zij hebben een passionele relatie, maar hun liefde neemt een tragische wending.

## Rolverdeling
- Pauline Malefane: Carmen
- Andile Tshoni: Jongikhaya
- Lungelwa Blou: Nomakhaya
- Andiswa Kedama: Amanda
- Zweilungile Sidloyi: Lulamile Nkomo